# Жаксыбайулы, Бекзат
Бекзат Жаксыбайулы (каз. Бекзат Жақсыбайұлы; род. 21 декабря 1994, Мактааральский район, Южно-Казахстанская область, Казахстан) — казахстанский футболист, полузащитник клуба «Кыран».

## Клубная карьера
Футбольную карьеру начинал в 2013 году в составе клуба «Кыран» в первой лиге. 29 марта 2015 года в матче против клуба «Каспий» дебютировал в кубке Казахстана (1:2).
В январе 2018 года стал игроком казахстанского клуба «Жетысу Б».
В марте 2022 года подписал контракт с клубом «Мактаарал». 5 марта 2022 года в матче против клуба «Ордабасы» дебютировал в казахстанской Премьер-лиге (1:1), выйдя на замену на 60-й минуте вместо Алекса Бруно.

## Достижения
«Кыран»
- Серебряный призёр Первой лиги Казахстана: 2014

## Клубная статистика
| Игровая карьера | Игровая карьера | Игровая карьера | Лига | Лига | Кубок | Кубок | Межд. | Межд. | Др. | Др. |
| --------------- | --------------- | --------------- | ---- | ---- | ----- | ----- | ----- | ----- | --- | --- |
| 2018            | Жетысу Б        | Б               | 31   | 5    | —     | —     | —     | —     | —   | —   |
| 2019            | Жетысу Б        | Б               | 24   | 7    | —     | —     | —     | —     | —   | —   |
| 2020            | Мактаарал       | Б               | 12   | 2    | —     | —     | —     | —     | —   | —   |
| 2021            | Кыран           | Б               | 21   | 8    | 2     | 1     | —     | —     | —   | —   |
| 2022            | Мактаарал       | А               | 9    | 0    | —     | —     | —     | —     | —   | —   |
| 2023            | Туркестан       | Б               | 2    | 0    | —     | —     | —     | —     | —   | —   |
| 2023            | Кыран           | Б               | 21   | 1    | —     | —     | —     | —     | —   | —   |